# Wilhelm Friedrich Ernst Bach
Wilhelm Friedrich Ernst Bach (ur. 24 maja 1759 w Bückeburgu, zm. 25 grudnia 1845 w Berlinie) – niemiecki kompozytor epoki klasycyzmu, wnuk Johanna Sebastiana Bacha.

## Życiorys
Wilhelm Friedrich Ernst Bach był synem Johanna Christopha Friedricha Bacha, kierownika zespołu muzycznego na dworze hrabiego Bückeburga, miasta, które wówczas było jednym z najbardziej tętniących życiem i stymulujących muzycznie oraz intelektualnie miast Europy. Nadwornym kaznodzieją hrabiego był Johann Gottfried Herder, pisarz, jeden z prekursorów romantyzmu w literaturze niemieckiej. Hrabina i hrabia zmarli kolejno po sobie w latach 1776 i 1777. W 1777 roku Johan Christoph Bach wyruszył wraz z synem w podróż do Hamburga, gdzie działał stryj Wilhelma, Carl Philipp Emanuel Bach. Udzielił on młodemu Wilhelmowi kilku lekcji muzyki.

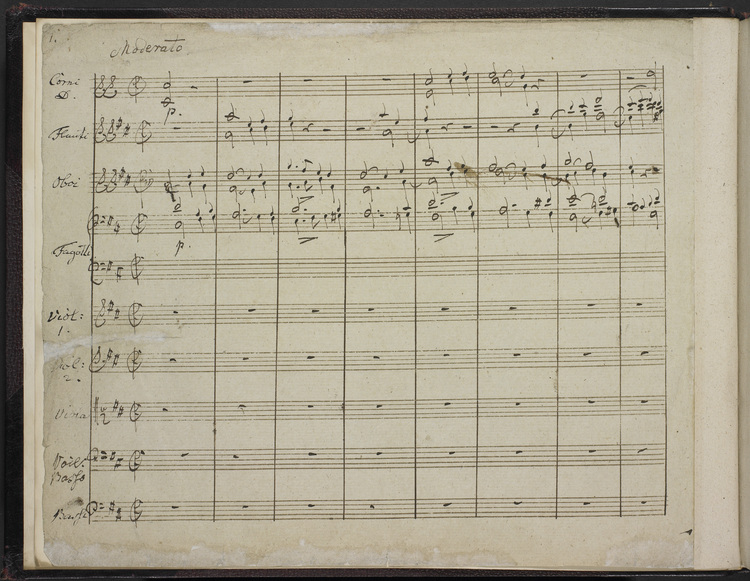
Ojcze nasz, własnoręczny rękopis Wilhelma Friedricha Ernsta Bacha, Biblioteka Brytyjska

Po pobycie w Hamburgu ojciec i syn udali się do Londynu, który stawał się jednym z centrów muzycznych Europy. Jednym z czołowych muzyków Londynu był kolejny ze stryjów Wilhelma, Johann Christian Bach. Zabrał on brata i siostrzeńca na kilka swoich znaczących koncertów, w tym na premierę swojego nowego oratorium. Wilhelm pozostał w Londynie, zaś jego ojciec powrócił do Bückeburga. Wilhelm studiował u Johanna Christiana Bacha przez trzy lata, po czym powrócił do Niemiec, gdzie w 1786 roku podjął pracę kapelmistrza w małym księstwie Minden, położonym niedaleko Bückeburga. W 1788 roku Fryderyk Wilhelm II Pruski usłyszał jego kantatę Westphalens Freude. Ponieważ wywarła ona na nim wrażenie, postanowił zatrudnić Wilhelma na stanowisku kapelmistrza u swojej żony, królowej Elżbiety Krystyny. Po śmierci królowej, Wilhelm pełnił nadal swe obowiązki u kolejnej królowej, Luizy (małżonki króla Fryderyka Wilhelma III). Odszedł ze służby w 1811 roku, spędzając resztę życia u boku żony.

### Życie prywatne
Wilhelm Friedrich Ernst był dwukrotnie żonaty; z pierwszą żoną miał dwie córki, a z drugą jedynego syna, który zmarł w dzieciństwie. Ponieważ żadna z córek nie wyszła za mąż, ta gałąź rodu Bachów wygasła.

## Twórczość
Muzyka Wilhelma Friedricha Ernsta Bacha jest jasna i pogodna, a często bardzo dowcipna, jak kantata Die Musikanten, napisana na baryton i instrumenty-zabawki, czy koncert na fortepian i sześć rąk, przewidziany dla mężczyzny siedzącego pomiędzy dwiema kobietami.